# Polygenis rimatus
Polygenis rimatus är en loppart som först beskrevs av Jordan 1932.  Polygenis rimatus ingår i släktet Polygenis och familjen Rhopalopsyllidae. Inga underarter finns listade i Catalogue of Life.